# غريغوريو بيتي
غريغوريو بيتي (بالإسبانية: Gregorio Petit)‏ هو لاعب كرة قاعدة فنزويلي، ولد في 10 ديسمبر 1984 في أكوماري ديل توي ‏ في فنزويلا.

## وصلات خارجية
- غريغوريو بيتي على موقع دوري كرة القاعدة الرئيسي (الإنجليزية)
- غريغوريو بيتي على موقعبيزبول رفرنس.كوم (الدوري الرئيسي) (الإنجليزية)
- غريغوريو بيتي على موقعبيزبول رفرنس.كوم (الدوري الثانوي) (الإنجليزية)
- غريغوريو بيتي على موقع إي إس بي إن.كوم (أم.أل.بي) (الإنجليزية)
- غريغوريو بيتي على موقع مشجعي الرسوم البيانية (الإنجليزية)